# Palgisoaivi
Palgisoaivi är en kulle i Finland.   Den ligger i den ekonomiska regionen Norra Lappland och landskapet Lappland, i den norra delen av landet, 1 000 km norr om huvudstaden Helsingfors. Toppen på Palgisoaivi är 360 meter över havet.
Terrängen runt Palgisoaivi är platt norrut, men söderut är den kuperad.  Trakten runt Palgisoaivi är nära nog obefolkad, med mindre än två invånare per kvadratkilometer. Det finns inga samhällen i närheten. Omgivningarna runt Palgisoaivi är i huvudsak ett öppet busklandskap.